# Piano Battle
Die Piano Battle ist eine Form des pianistischen Wettbewerbs, in der zwei oder mehrere Pianisten um die Gunst des Publikums wetteifern.

## Geschichte
Insbesondere in der Geschichte des Ragtime- und des Stride Piano kam es immer wieder zu Jamsessions, bei denen unterschiedliche Pianisten gegeneinander antraten. Derartige Piano Battles sind etwa von Jelly Roll Morton bekannt, später dann von Fats Waller, der diese Form des Wettstreits mit Hank Duncan pflegte, oder auch von Erroll Garner.

## Piano Battle als Konzertshow
Um das Jahr 2010 herum gab es vereinzelte Versuche, dieses Konzept im Rahmen von Konzertshows wiederzubeleben. So traten  im Jazzbereich Axel Zwingenberger und Frank Muschalle für einen Abend auf zwei Flügeln gegeneinander an.
In den Bereich der klassischen Musik wurde dieses Konzept von Andreas Kern und Paul Cibis übertragen. Die Piano Battle kombinierte hier das Format des klassischen Klavierabends mit der Situation des Duells zweier Pianisten, wobei das Publikum über den Sieger abzustimmen konnte. Das  Repertoire enthielt Stücke von Mozart, Debussy, Chopin oder Liszt ebenso wie Werke des 20. und 21. Jahrhunderts von z. B. Moritz Eggert oder Peter Feuchtwanger. Darüber hinaus mussten die Pianisten über Melodien und Titel improvisieren, die das Publikum vorgab.